# مياه الحقن
ماء الحقن هو ماء ذو جودة عالية جدًا لا يحتوي أي مُلوِّثات ذات أهمية تُذكر. تُستخدم هذه المياه المُعقَّمة لصنع المحاليل التي ستعطى عن طريق الحقن. قبل هذا الاستخدام، يجِب عمومًا إضافة مواد أخرى لجعل المحلول متساوي التركيز بدرجة أكبر أو أقل. يُمكن أن يُعطى عن طريق الحقن في الوريد أو العضلات أو تحت الجلد. يمكن استخدام النسخة غير المعقمة في التصنيع مع التعقيم لاحقًا ضمن عملية الإنتاج.
إذا حُقن في الوريد دون جعله متساوي التركيز تقريبًا، فقد يحصل انهيار لخلايا الدم الحمراء. مما قد يؤدي إلى مشكلة القصور الكلوي. كما أن حقنه بكميات مُفرِطة يؤدي إلى فرط حجم الدم. يُصنع ماء الحقن بشكل عام عن طريق التقطير أو التناضح العكسي. يجب أن يحتوي على أقل من مللي غرام واحد من العناصر الأخرى غير الماء لكل 100 مل. يتوافر منه أنواع تحتوي على عوامل توقف نمو البكتيريا..
ماء الحقن مدرج ضمن قائمة الأدوية الأساسية النموذجية لمنظمة الصحة العالمية؛ الأدوية الأكثر فعاليةً وأمانًا ضمن ما يحتاجه نظام الرعاية الصحية. و هو مُتاح دون وصفة طبية. تبلغ التكلفة الإجمالية له في الدول النامية ما يقارب 0.03 إلى 0.15 دولار أمريكي لكل 10 أمبولات. بينما تُكلِّف هذه الكمية هيئة الخدمات الصحية الوطنية 0.25 إلى 1.4 باوند في المملكة المتحدة.

## أسماء أخرى
يُعرف ماء الحقن أيضًا باسم ماء للتسريب أو ماء للحقن.

## وصلات خارجية
Inspection Technical Guides Water for Pharmaceutical Use